# Die Höheren Cryptogamen Preussens
Die Höheren Cryptogamen Preussens (abreviado Höh. Crypt. Preuss.) es un libro con ilustraciones y descripciones botánicas que fue escrito por el botánico alemán Hugo Erich Meyer von Klinggräff, especialista de briofitas. Fue publicado en Königsberg en el año 1858.